# 여름철의 별자리
여름철의 별자리는 일반적으로 여름철(입하 ~ 입추)에 북반구의 밤하늘에서 쉽게 찾아볼 수 있는 별자리들을 의미한다.

## 백조자리와 독수리자리
동쪽으로 낮게 백조자리와 독수리자리가 있다. 백조자리의 α별 데네브는 1.3등의 A2형으로, 태양에서의 거리가 1800광년이나 된다. 백조자리의 남쪽에 여우자리, 화살자리, 돌고래자리를 사이에 두고 독수리자리가 있다. 남북으로 3등성을 둔 α성 알타이르(Altair)는 견우성으로 알려져 있으나, 원래의 견우성은 염소자리의'다비흐'이다. 알타이르는 0.8등, A7형 별이다.

#### 데네브
백조자리에서 가장 밝은 별로 백조자리 알파별이라고도 한다. 이 별은 밤하늘에서 맨눈으로 볼 수 있는 밝은 별 가운데 하나로, 등급은 1.26이다. 태양보다 20만 배나 더 밝지만, 지구에서 3200광년이나 떨어져 있어 희미하게 보인다. 데네브의 표면온도는 10,000°C 이상이기 때문에, 청백색으로 보인다. 이 별은 초거성으로, 지름이 태양의 약 300배이다.

#### 알타이르
여름 동안 은하수에 접해 나타나는 독수리자리의 알파별로 알타이르라고도 한다. 겉보기등급은 0.8이다. 이 별은 은하수 너머에 있는 거문고자리의 알파별인 직녀성(베가)과 함께 놓여 견우성으로 잘못 알려져 있는데, 실제 견우 별자리는 염소자리에 위치한다.

## 거문고자리
데네브, 알타이르와 함께 장대한 여름철의 대삼각형을 이루는 것이 거문고자리의 α별 베가이다. 0.0등, A0형인 투명한 빛이다. 베가는 은하수 서쪽 강가에, 견우는 동쪽 강가에 마주보고 있으며, 데네브는 은하수 한가운데에 있다. 견우와 직녀 이야기는 옥황상제의 딸 직녀가 일 년에 단 한번 허락을 받아 7월 7일 밤에 은하수를 건너 맞은편에 사는 남편 견우를 만나러 간다는 슬픈 내용을 담은 동아시아의 전설로 유명하다. 베가 동쪽에 있는 ε별은 쌍안경으로도 분해가 가능한 연성이다.

#### 직녀성
직녀성(織女星)은 북반구의 별자리인 거문고자리에서 가장 밝은 별로서 거문고자리 알파별, 베가(Vega)라고도 한다. 매우 뜨겁기 때문에 청백색으로 보이며, 표면 온도는 10,000°C 정도이다. 지구에서 26광년 정도 떨어져 있다.

## 헤라클레스자리와 왕관자리
거문고자리 서쪽에 헤르쿨레스자리가 있다. 3등성, 4등성으로 이루어진 그다지 눈에 띄지 않는 별자리로, 이 가운데 η별과 ζ별의 중간, η별 가까이에 유명한 구상(球狀) 성단 M13이 희미하게 보인다. 헤르클레스자리의 서쪽에 있는 왕관자리는 일곱 개의 별이 반원형으로 늘어져 있으며, 마치 보석을 뿌려놓은 왕관을 연상케 하는 별로, 눈에 잘 띄는 별자리이다.

## 뱀주인자리와 뱀자리
헤르쿨레스자리 남쪽에 뱀주인자리가 있다. 가장 북쪽에 있는 알파별은 2.1등성, 그 밖에는 3등성 이하의 별로 이루어진 커다란 별자리로, 뱀자리는 이 뱀주인의 조종대로 움직이는 뱀으로 머리부분은 서쪽, 꼬리부분은 동쪽의 뱀주인자리에 양단되어 있는 특이한 별자리이다.

## 전갈자리와 궁수자리
뱀주인자리 남쪽에 전갈자리가 낮고 길게 가로놓여 있다. 독이 있는 발톱을 세우고 꼬리를 바짝 든 전갈의 모양이다. 주성 안타레스는 그 심장부에 해당되는데, M1형 진홍색 초거성으로 반지름이 태양 반지름의 700배이상 크다. 극대 등급 1.0등의 연성이다. 궁수자리는 전갈자리의 서쪽에 있는 별자리로, 그 일부가 북두칠성과 유사한 모양이어서 금방 눈에 띈다. 전갈자리, 궁수자리는 모두 황도상에 있다. 태양계에서 본 경우 우리 은하계의 중심 방향은 이 궁수자리의 서쪽 끝 부근이다. 그렇기 때문에 이 별자리에는 은하계에 속하는 가스성운이나 성단이 매우 풍부하다. 유명한 궁수자리 삼렬성운 등이 대표적인 별자리이다.

#### 안타레스
안타레스(Antares)는 전갈자리에서 가장 밝은 알파별로서 매우 크고, 적색초거성에 속한다. 지름은 태양의 약 630배나 되지만, 온도가 훨씬 낮기 때문에 붉게 보인다. 표면 온도는 태양의 1/2 정도밖에 되지 않는다. 변광성으로 겉보기 등급 1등급의 별이다. 또 안타레스는 쌍성으로 작고 뜨거운 동반성을 가지고 있다. 이 동반성은 안타레스 주위를 공전하며, 안타레스 표면에서 빠져나온 가스 속에서 궤도를 따라 돌고 있다. 지구에서 600광년 이상 떨어져 있으며, 6월 말에서 7월 말까지 가장 잘 보인다고한다.